# El Collado
El Collado és un llogaret del municipi valencià d'Alpont, a la comarca de la Serrania.
Situat a entre el Turó del Castell (1.475 m) i la mola del Voltor (1.511 m), a 13 quilòmetres de la vila, en la carretera CV-350 entre La Iessa i Arcos de las Salinas. A 1.150 metres d'altitud. És l'últim dels llogarets d'Alpont per la part nord, limítrof amb la província de Terol, de la qual dista 3 quilòmetres.
És cèlebre per la seva proximitat al Castell del Poyo o del Serral, on es van fer forts els carlistes en 1875.
Aquest llogaret va ser constituït en Parròquia independent d'Alpont el 4 de juny de 1868, i a ella pertany els llogarets de El Hontanar, i els desapareguts de Vizcota al nord-oest de la vila d'Alpont, i La Torre (aquesta última comença a ressorgir gràcies al turisme rural).
La parròquia té com a titular a Sant Miquel Arcàngel, la festa de la qual se celebra el 29 de setembre. Encara que també se celebra a l'agost. L'Església, no molt gran, amb robusta torre quadrada de carreuat de dos cossos. El més interessant de l'església és un Retaule gòtic procedent de l'Església Arciprestal d'Alpont, de la qual quedaria desplaçat al produir-se el seu incendi i devastació en la Primera Guerra Carlina i reconstruir-se després en estil neoclàssic. És un del millors retaule medievals del País Valencià. Les taules del retaule estan catalogades, una part d'elles en el Museu de Belles Arts de Saragossa i en una col·lecció nord-americana (Jhonson de Filadèlfia).
En 1969, El Collado tenia 302 habitants, en 1991 tenia 120 i en 2003 tenia 92 habitants. El quart llogaret del terme en nombre d'habitants. En 2006, 85 habitants, 46 i 39 homes i dones respectivament.
Tradicionalment en el nucli urbà es coneixen tres fonts: la de la Teula en la plaça de l'Església, les de Tormo i el barri Alt, en els extrems del llogaret, així com diversos safaretjos públics.